# Каменский трамвай
Каменский трамвай (укр. Кам'янський трамвай, до 2016 года Днепродзержинский трамвай (укр. Дніпродзержинський трамвай)) — система общественного транспорта в городе Каменское Днепропетровской области Украины. Открыт 27 ноября 1935 года. По состоянию на 2023 год имеется 4 маршрута, 78,9 км рельсов и 32 вагона.
Каменское – один из двух городов Украины (вместе с Конотопом), имеющих трамвай, но не имеющих троллейбуса.

## Маршруты
- № 1 ДМК — площадь 250-летия города — проспект Свободы (бывший Ленина) — проспект Тараса Шевченко (бывшая ул. Сыровца) — ул. Бурхана (бывшая Ермака) — проспект Василия Стуса (бывший Комсомольский) — ул. Сержанта Коновалова[1] (бывшая Генерала Глаголева) — ул. Сергея Слисаренко;
- № 2 ДМК — площадь 250-летия города — проспект Свободы (бывший Ленина) — Юбилейный проспект — станция Запорожье-Каменское (бывшая станция Баглей) — ул. Сичеславский шлях (бывшая Днепропетровская) — проспект Конституции — ул. Артёма Тесленко[1] — ул. Александра Малофеева[1] — ул. Андреевская (обратно: 3-й пер. Сиреневый)[1] — ул. Дунайская;
- № 3 ДМК — площадь 250-летия города — проспект Свободы — проспект Возрождения[укр.] — пос. Карнауховка;
- № 4 ДКХЗ — ул. Торговая — ул. Широкая — ул. Славянская — проспект Свободы — проспект Тараса Шевченко — ул. Героев Спасателей[1] — ул. Спортивная — ул. Васильевская — Гимназический проспект — ул. Макеевская — ул. Криворожская — ул. Марии Примаченко[1] — ул. Одесская.

## История
Структура города была такова, что на то время был необходим подвоз рабочих с окраин и близлежащих посёлков к основному промышленному гиганту города — ДМК им. Дзержинского. Таким образом, в районе этого предприятия проходили все трамвайные маршруты города.
Трамвайное движение в Каменском (тогда — Днепродзержинске) было открыто 27 ноября 1935 года шестью моторными+прицепными вагонами Х Мытищинского производства по двухколейному маршруту № 1 протяжённостью 12,6 км «Копровый цех ДМЗ — Центр — Цементный завод» по ул. Первомайской, ул. Заварихина (сейчас — часть просп. Свободы), ул. Сыровца, ул. Арсеничева.
12 декабря 1937 года введена новая одноколейная линия «Центр — станция Баглей (сейчас — ул. Народная)» по просп. Ленина и просп. Юбилейному, пущен маршрут № 2 «площ. Базарная — ул. Народная (станция Баглей)».
В марте 1938 года последняя линия была расширена до двухколейной. В 1937 году (или 1936 году) построено депо на 27 мест у конечной «Цементный завод».
7 ноября 1939 года введена новая линия «Копровый цех ДМЗ — Коксохимический завод», маршрут № 1 продлён «Цементный завод — площ. Базарная — Коксохимический завод».

### Маршруты на1 января1940 года
- 1 Цементный завод — площ. Базарная — Коксохимический завод
- 2 площ. Базарная — ул. Народная (станция Баглей)

Во время действия немецкой администрации движение трамвая было возобновлено (с конца 1941 по осень 1943 года), после освобождения на 2-м маршруте отсутствовала контактная сеть, а вагоны и рельсы сохранились.
5 июня 1944 года восстановлена линия маршрута № 1.
9 июня 1944 года восстановлена линия маршрута № 2.
С ноября 1944 года по 1 марта 1945 года трамвай не работал из-за дефицита электроэнергии.
24 апреля 1949 года продлена линия от ул. Народной до станции Баглей на 3,2 км через ж.-д. путепровод.

### Маршруты на1 января1950 года
- 1 Цементный завод — площ. Базарная — Коксохимический завод
- 2 площ. Базарная — станция Баглей

1 мая 1950 года введена новая линия «станция Баглей — Соцгородок» (АТЗ — Азотно-тукового завода), продлён маршрут № 2 «Центр (площ. Базарная) — Соцгородок».
В середине 1950-х годов построено кольцо у ДМЗ, маршрут № 2 продлён от площ. Базарной до ДМЗ «ДМЗ — Соцгородок».
15 сентября 1953 года введена новая линия «просп. Ленина — ул. Колеусовская» по ул. Ленинградской (сейчас — просп. Аношкина), пущен маршрут № 3 «ДМЗ — ул. Колеусовская».
В 1954 году новая линия продлена от ул. Колеусовской до ул. 1-й Заводской возле Азотно-тукового завода.
В 1959 году продлена линия от ул. 1-й Заводской до 4-й Заводской (АТЗ).

### Маршруты на1 января1960 года
- 1 Цементный завод — Коксохимический завод
- 2 ДМЗ — Соцгородок
- 3 ДМЗ — АТЗ (ул. 4-я Заводская)

В 1960 году закончено строительство депо № 2 на 50 мест (начато в 1953 году, сейчас — «служба колеи»).
14 марта 1965 года введена новая линия «Цементный завод — ул. Одесская (Романково; стройплощадка Днепродзержинской ГЭС)» по ул. Макеевской, Криворожской и Выборгской, пущен маршрут № 4 «ДМЗ — ул. Одесская (Романково)».
в 1966 году введена новая линия «ул. 4-я Заводская — Карнауховка», продлён маршрут № 3 «ДМЗ — Химкомбинат (Карнауховка)».

### Маршруты на1 января1970 года
- 1 Цементный завод — Коксохимический завод
- 2 ДМЗ — Соцгородок
- 3 ДМЗ — Химкомбинат (Карнауховка)
- 4 ДМЗ — ул. Одесская (Романково)

3 ноября 1971 года введена новая линия «ул. Спортивная — ул. Скалика» по просп. Комсомольскому и ул. Генерала Глаголева, маршрут № 1 направлен от цементного завода до ул. Скалика «Коксомический завод — ул. Скалика».
В середине 1970-х годов пущен маршрут № 5 «Химкомбинат (Карнауховка) — ул. Скалика».
В конце 1975 года полностью перестроено депо № 1 на 100 мест возле цементного завода.
4 ноября 1977 года введена новая линия «просп. Юбилейный — просп. Аношкина» по ул. Чапаева, пущен маршрут № 6 «Химкомбинат (Карнауховка) — Соцгородок».

### Маршруты на1 января1980 года
- 1 Коксохимический завод — ул. Скалика
- 2 ДМЗ — Соцгородок
- 3 ДМЗ — Химкомбинат (Карнауховка)
- 4 ДМЗ — ул. Одесская
- 5 Химкомбинат (Карнауховка) — ул. Скалика
- 6 Химкомбинат (Карнауховка) — Соцгородок

В 1980-х годах пущен маршрут № 7 «ДКХЗ (Коксохимический завод) — ул. Спортивная», изменено движение маршрутов № 1 и № 4:
- 1 ДМК (ранее — ДМЗ) — ул. Скалика
- 4 ДКХЗ (Коксохимический завод) — ул. Одесская (маршрут № 7 был короткой версией маршрута № 4)

3 января 1986 года введена новая линия «Соцгородок — ул. Дунайская» по ул. Тульской и кольцом по ул. Подольской, ул. Волжской, ул. Дунайской, ул. Леваневского, сюда продлены маршруты № 2 и № 6.
В конце 1989 года перестроено кольцо у ДМК,

### Маршруты на1 января1990 года
- 1 ДМК — ул. Скалика
- 2 ДМК — ул. Дунайская
- 3 ДМК — Приднепровский химкомбинат (Карнауховка)
- 4 ДКХЗ (Коксохимический завод) — ул. Одесская
- 5 Приднепровский химкомбинат (Карнауховка) — ул. Скалика
- 6 Приднепровский химкомбинат (Карнауховка) — ул. Дунайская
- 7 ДКХЗ (Коксохимический завод) — ул. Спортивная

28 декабря 1990 года в связи с расширением Днепродзержинского металлургического комбината (комплекс машин беспрерывного литья заготовок) линия от ДМК до ДКХЗ перенесена на ул. Широкую, а участок «Прометей — ул. Украинская — Копровый цех» демонтирован, маршрут № 4 и № 7 перенесен без изменения конечных.
В 1994 году построено кольцо на ул. Маяковского, пущены короткие версии маршрута № 2:
- 8 ул. Маяковского — ул. Дунайская
- 9 ДМК — ул. Маяковского

В первой половине 1990-х закрыты маршруты № 5 и № 7.
С середины 1990-х годов пущен маршрут № 2а «ДМК — ул. Чапаева — ул. Дунайская».
Во второй половине 90-х существовал маршрут 4а «ДМК — ул. Одесская».
Во времена СССР трамвайная система Каменского находилась в хорошем состоянии и полноценно выполняла все свои функции, в городе действовало два трамвайных депо, которые обслуживали 9 трамвайных маршрутов. Выходившие на линию вагоны работали как в поездах из двух вагонов, так и одиночками. От всего этого на данный момент осталось только 4 трамвайных маршрута. Пять маршрутов были закрыты по различным причинам. Маршрут № 6, проходивший по ул. Чапаева, был закрыт после 2 июля 1996 года после аварии, в результате которой погибло 34 человека. Закрыты маршруты № 2а и № 6. Линия по улице Чапаева была демонтирована в 2003 году.
В начале 2000-х годов закрыты маршруты № 8 и № 9.
В конце 2000-х в вагонах маршрута № 1 можно было оплатить проезд при помощи «социальной карты», информация с которой считывалась специальными терминалами, которыми были вооружены кондукторы.
С сентября 2019 года на всех маршрутах внедрена возможность бесконтактной оплаты проезда при помощи считывания QR-кода смартфоном.

## Подвижной состав

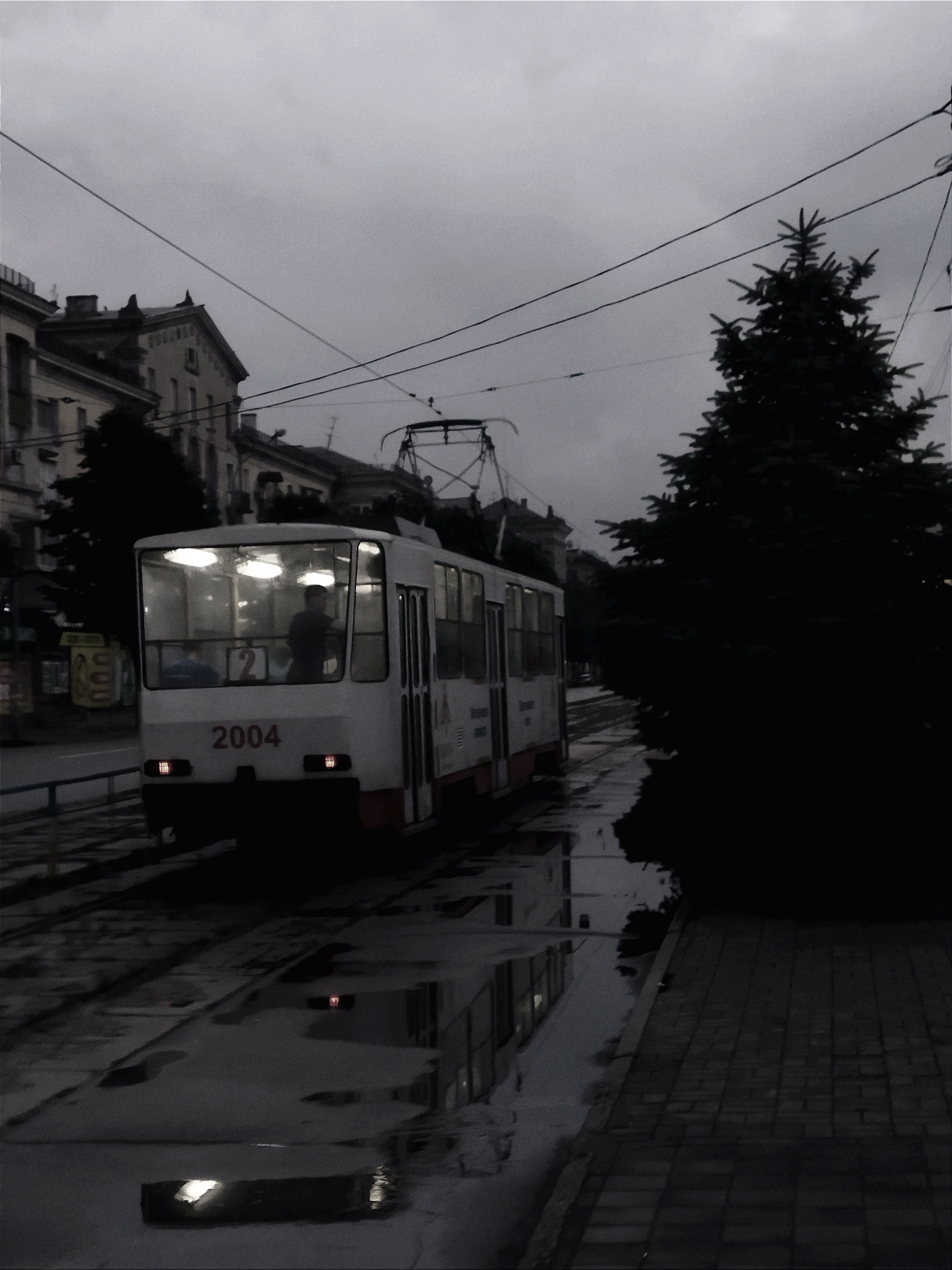
Трамвай Tatra T6B5 (№2004) на Площади Героев (бывшая Ленина), 2021

В настоящее время маршруты обслуживаются вагонами типа:
- Tatra T3SU (4 вагона в рабочем состоянии из 205) с 1972 года
- Tatra T3SUCS (6 вагонов) с 2016 года
- Tatra T3 (1 вагон) с 2016 года
- Tatra T6B5 (4 вагона) с 1996 года
- Tatra T6A5 (8 вагонов) с 2020 года
- КТМ-5М3 (2 вагона из 60) с 1989 года
- КТМ-8КМ (6 вагонов) с 1996 года
- К1 (1 вагон) с 2013 года

Ранее были также:
- 2-осные моторные Х+М (31 вагон) в 1935—1970
- 2-осные прицепные Х+М (19 вагонов) в 1935—1970
- 4-осные моторные (6 вагонов) в 1960—1966
- КТМ-1/КТП-1 (54/52 вагонов) в 1951—1985
- КТМ-2/КТП-2 (34/34 вагонов) в 1963—1982
- КТМ-8 (20 вагонов) с 1993 года